# Nausithoe clausi
Nausithoe clausi är en manetart som beskrevs av Ernst Vanhöffen 1892. Nausithoe clausi ingår i släktet Nausithoe och familjen Nausithoidae. Inga underarter finns listade i Catalogue of Life.